# Onthophagus possoi
Onthophagus possoi là một loài bọ cánh cứng trong họ Bọ hung (Scarabaeidae).